# مانشستر (جورجيا)
مانشستر (بالإنجليزية: Manchester, Georgia)‏ هي مدينة تقع في مقاطعة ميريويذر، جورجيا, مقاطعة تالبوت، جورجيا بولاية جورجيا في الولايات المتحدة. تبلغ مساحة هذه المدينة 14.8 (كم²)، وترتفع عن سطح البحر  م، بلغ عدد سكانها 3769 نسمة في عام 2010 حسب إحصاء مكتب تعداد الولايات المتحدة.

## أعلام
- أنتابيا والر
- ستيوارت وودز

## وصلات خارجية
- http://www.manchester-ga.com/
- Cities & Counties - Georgia.gov